# هيكتور أورتيز
هيكتور أورتيز (بالإسبانية: Héctor Ortiz)‏ ، من مواليد 5 ابريل 1933 ، حكم كرة قدم باراغوياني دولي سابق.
حكم في بطولة كأس العالم لكرة القدم 1982.

## وصلات خارجية
- هيكتور أورتيز على موقع Soccerway.com (الإنجليزية)